# Alquería de Pastor

La alquería de Pastor es una vivienda agrícola tardomedieval situada en la pedanía de Faitanar (Valencia), en la Carretera de Alba, junto al límite del barrio de La Torre.

## Descripción
En 2013, el espacio en que se encuentra la alquería se integra en el conjunto de Sociópolis, conjunto de viviendas de inicios del siglo XXI. El edificio presenta una arquitectura confusa originada en numerosas reconstrucciones parciales. Podría tratarse de un edificio de planta basilical del que solo quedan dos crujías y los restos de una tercera, siendo necesarios estudios arqueológicos para determinar más datos.
Al acceso norte, que es el que se conserva, parece haber sido el original. Presenta un arco de medio punto de ladrillo. Sobre ella existe una ventana dieciochesca. Del acceso a un posible patio exterior solo subsiste un ensanche enfrente de la fachada.
Las sucesivas modificaciones han llevado a dividir el edificio en varias viviendas, actualmente (2013) desocupadas, así como a la reubicación de la escalera de acceso a la planta alta.

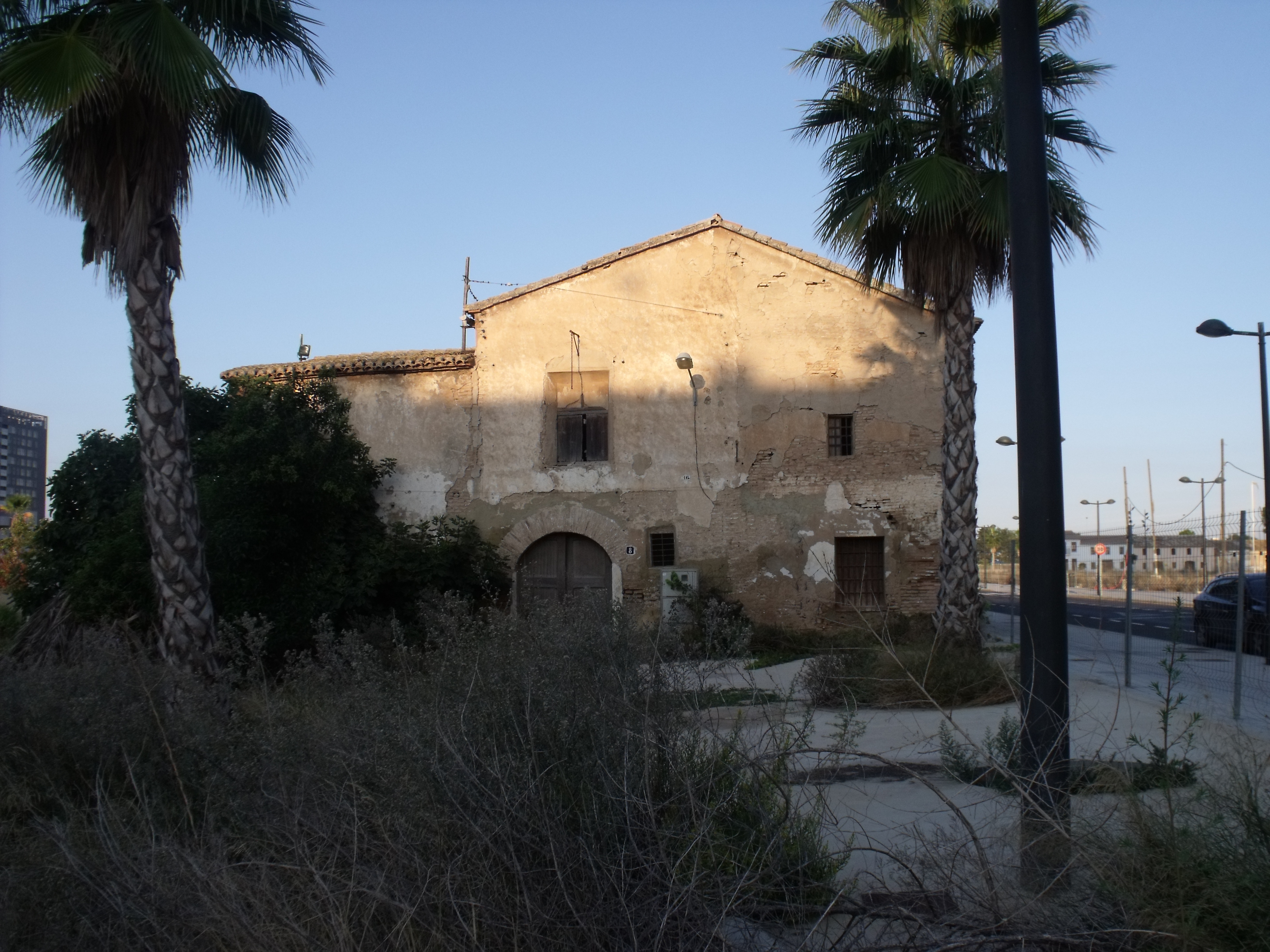
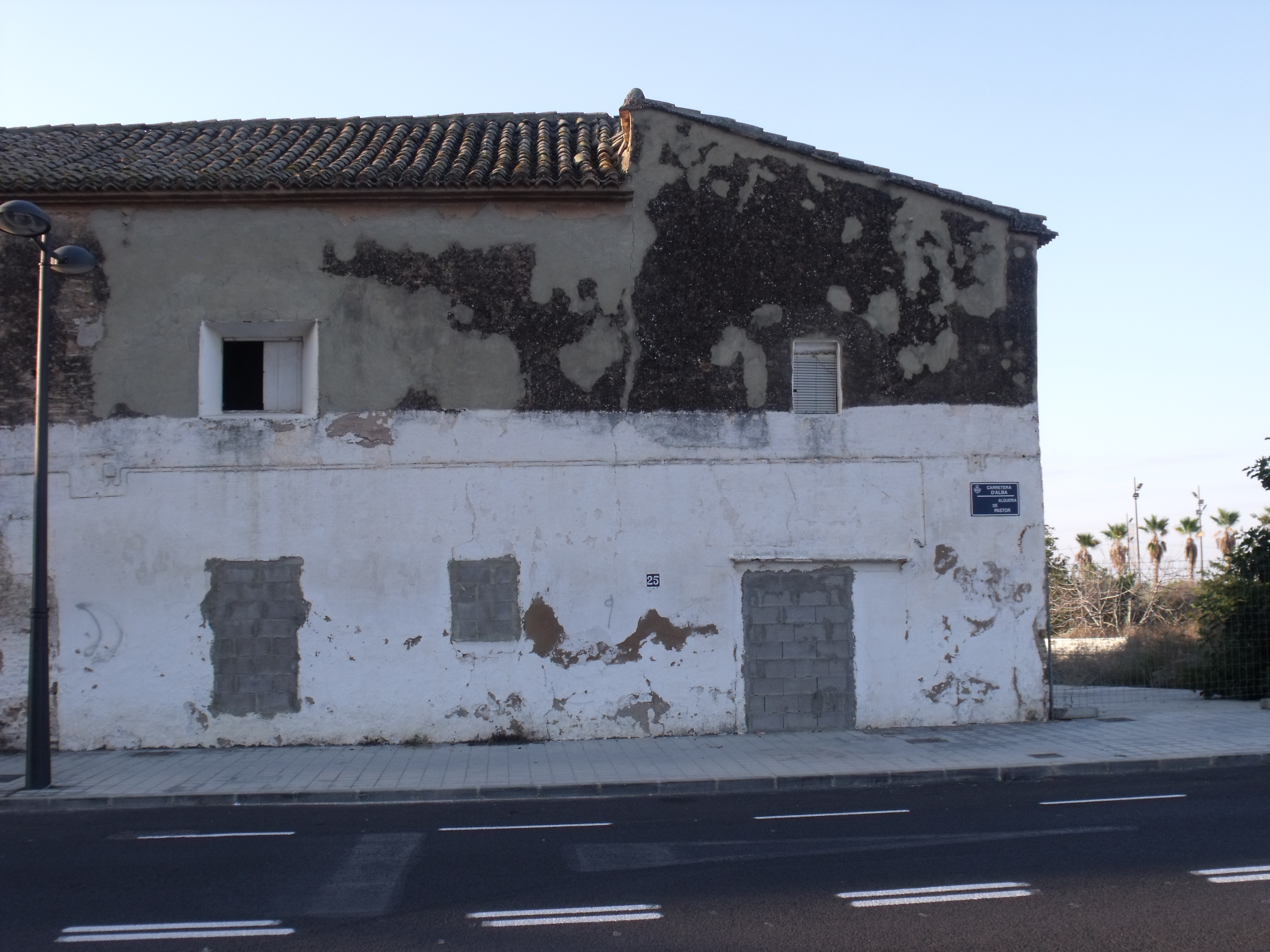
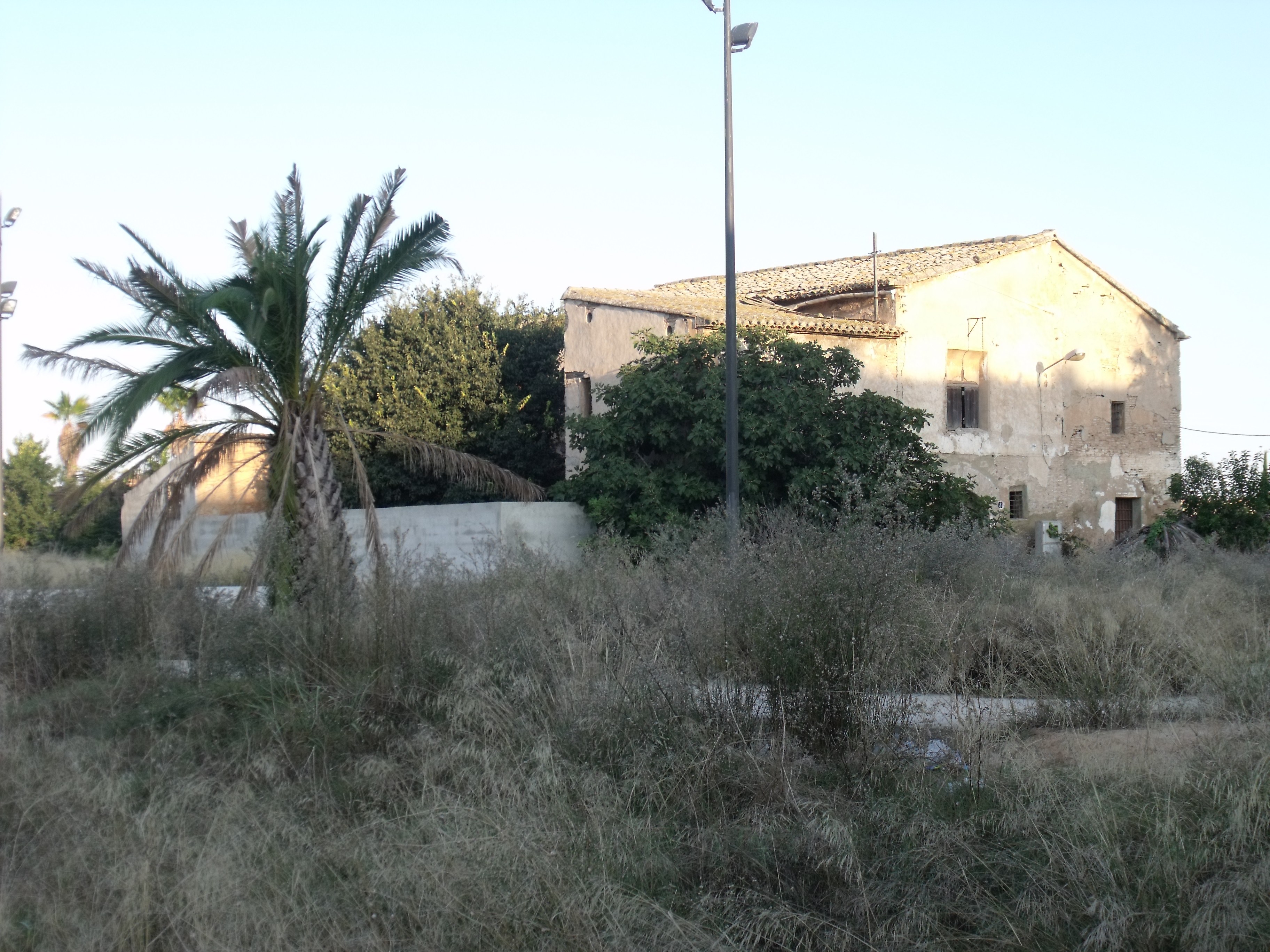

## Historia
Los restos de tapial de la fachada principal y los arcos flamígeros del interior se sitúan en torno a los siglos XV o XVI. Sin embargo las modificaciones han sido numerosas, presentando elementos propios del siglo XVIII, como vanos abocinados. Algunos de los vanos son incluso posteriores. A inicios del siglo XXI el edificio carece de uso, teniendo sus vanos tapiados.
Como consecuencia de la dana de 2024, se decretó su total desalojo y demolición integral, pues aunque se trata de un bien de relevancia local, los técnicos municipales manifestaron que "está en muy mal estado y es peligroso". Los técnicos ordenaron el vallado del inmueble.

## Protección
Aparece catalogado en el Plan de Acción Territorial de Protección de la Huerta de Valencia. En él se la categoriza como espacio etnológico de interés local con un nivel de protección de Bien de Relevancia Local, si bien no aparece como tal Bien en los listados de la Generalidad Valenciana.